# ليندا هويل
ليندا هويل (بالإنجليزية: Linda Hoyle)‏ هي مغنية وكاتبة غنائية بريطانية وكندية، ولدت في 13 أبريل 1946 في لندن في المملكة المتحدة.

## وصلات خارجية
- الموقع الرسمي
- ليندا هويل على موقع ميوزك برينز (الإنجليزية)
- ليندا هويل على موقع أول ميوزيك (الإنجليزية)
- ليندا هويل على موقع ديسكوغز (الإنجليزية)